# Heterodeltis
Heterodeltis is een geslacht van vlinders van de familie Lecithoceridae.

## Soorten
- H. mentella Felder, 1875
- H. trichroa (Meyrick, 1906)